# Bernard Diomède
Bernard Diomède (23 de gener de 1974) és un exfutbolista francès.

## Selecció de França
Va formar part de l'equip francès a la Copa del Món de 1998. Destacà com a jugador del Liverpool FC.